# Baradili
Baradili är en ort och kommun i provinsen Oristano i regionen Sardinien i Italien. Kommunen hade 83 invånare (2017).